# Evangeli de Felip
L'Evangeli de Felip és un escrit gnòstic d'orientació valentiniana que forma part dels anomenats evangelis apòcrifs, datat al voltant del segle iii però perdut fins que va ser descobert per accident en la segona mitat del segle xx a Egipte (llengua copta original), trobat a Nag Hammadi. El títol no es refereix a l'autor, i la seva única connexió amb Felip apòstol es deu al fet que s'esmenta en el text en (73,8). De totes maneres un Felip l'Evangelista, o Felip, l'evangelitzador és esmentat en els Fets dels Apòstols 21,8:
| « | […] Anàrem a casa de Felip, l'evangelitzador, un dels set i ens hi vam hostatjar. | » |

## Contingut
Escrit en idioma copte, és el tractat número 3 del Còdex II dels Manuscrits de Nag Hammadi. L'obra original, després traduïda al copte, devia estar escrita en grec. Semblant a l'Evangeli de Tomàs, és un evangeli oral, és a dir, es tracta d'una col·lecció de dites de Jesús. Consta de 143 sentències, proverbis, aforismes i paràboles atribuïdes a Jesús, sense que tinguin un fil coherent. En disset casos es presenten com dites del Senyor, dels quals nou procedeixen dels evangelis canònics i uns altres són nous. El conjunt del text probablement està pres d'escrits anteriors, reunides sota l'advocació d'un deixeble de Jesús, Felip.
Un dels punts que més crida l'atenció en aquest evangeli és el que s'hi llegeix sobre Jesús i Maria Magdalena, la qual és presentada com la "companya" de Jesucrist (36) i s'hi diu que "el Senyor la va besar (a la boca) repetides vegades perquè l'estimava més que tots els deixebles".
El text, que té algunes llacunes i no presenta un discurs sistemàtic, té alguns temes recurrents que conformen els principals centres d'interès que preocupaven a l'autor (o autors) de l'Evangeli. Destaca el caràcter cristià de la comunitat a qui va dirigit, l'existència de diverses categories d'homes, la importància dels sagraments (unció, baptisme, matrimoni...), i reflecteix una doctrina gnòstica peculiar, semblant a la d'altres heretges gnòstics, com els valentinians, segons els quals el món celestial Pleroma està format per elements aparellats:
- El Pare i Sofia superior.
- Crist i l'Esperit Sant.
- El Salvador i Sofia inferior.

Altres conceptes gnòstics són: 
- La distinció de diversos Crists, entre ells Jesús en la seva aparició terrenal.
- La concepció de la salvació com la unió de l'ànima, element femení de l'home, amb l'àngel procedent del Pleroma, que n'és l'element masculí.
- La distinció entre homes espirituals, psíquics i materials.[1]